# رحلة ابن فطومة
رحلة ابن فطومة هي إحدى قصص نجيب محفوظ، كتبها عام 1983 وترجمت إلى الإنجليزية في عام 1992.

## ملخص القصة
تحكي عن رحالة عربي هاجر من بلاده بعد فشلة في الزواج من محبوبته إلى دار الجبل بحثا عن الكمال والعدالة المفقودين في بلاده. يشجعه على ذلك استاذه الذي فشل في اكمال الرحلة بسبب الحرب التي كانت تدور بين البلاد المتجاورة.
و يمر في رحلته على عدة بلاد ويتعطل في رحلته أكثر من مرة بسبب زواجه وسجنه. يمر في رحلته على بلاد المشرق حيث يلتقي بعروسة ويتزوجها وينجب منها 5 أطفال. ولكنه يفرق بينه وبينهم بسبب محاولته تعليم اطفاله عقيدته.
ثم بعد ذلك يرحل إلى البلد التالية وهي بلاد الحيرة. يرى فيها ان الملك يعتبر تمثيل لله وتدور حرب بين الحيرة والمشرق وتنتصر جيوش الحيرة وتصبح عروسة إحدى السبايا ويشتريها. ولكن الحكيم الأكبر للملك يريدها لنفسه فيتسبب في دخول ابن فطومة إلى السجن لمدة 20 عاما. يقوم انقلاب على الملك الحالي وياتي ملك جديد ويحرر ابن فطومة. يترك دار الحيرة راحلا إلى «بلاد الحلبة» حيث يجد ان الشعوب شديدة الحرية الدينية وان كل الديانات تتعايش في البلد بما فيها الالحاد. يتزوج للمرة الثانية من سامية وهي ممرضة وينجب منها.
يرحل إلى دار الامان بحثا عن استكمال رحلته ويرى في دار الامان ان كل فرد مشجع على التجسس على صاحبه.و ان كل فرد لا يحق له ابداء ارائه في غير مجاله وعمله
ثم يتركها راحالا إلى بلاد الغروب التي تعتبر المحطة النهائية قبل وصولة إلى دار الجبل ومنها يرحل إلى دار الجبل بسبب الحرب الدائرة وبعد سفر شهر متواصل يصل بوابات دار الجبل وعندها يصل إلى نهاية الرواية ويترك القارئ لاستنتاج النهاية.

## السمات الفنية والأسلوب السردي
بعد قراءة رواية ابن فطومة يُلاحَظ أنها تتسم بعدد من الخصائص والسمات الفنية، منها على سبيل الذكر لا الحصر ما يأتي:
-         اللجوء إلى الترميز والرسائل الرمزية جعل منها الكاتب إسقاطات على الوقت الراهن، تعبر عن رحلة الإنسانية في بحثها عن الحقيقة.
-         استخدام أسلوب الإيحاء والتلميح.
-         استخدام التركيز والتكثيف والصراع في أزمنة وأمكنة متعددة.
-         يستخدم محفوظ أسلوب السرد بضمير المتكلم، مما يُقرب القارئ من تجربة البطل الداخلية. كما يتميز النص بشعرية السرد، حيث يُوظف اللغة بشكل فني يُعزز من الرمزية والتأمل الفلسفي. 

## نقد الأيديولوجيات
تُقدم الرواية نقدًا للأيديولوجيات المختلفة، سواء كانت دينية أو علمانية أو غيرها، وتُظهر فشلها في تحقيق العدالة والحرية. يُشير ذلك إلى أن الحقيقة لا يمكن احتكارها من قبل أي نظام، وأن البحث عنها يتطلب تجاوز الأطر الأيديولوجية الضيقة. 